# Per-Olov Strand
Per-Olov Strand, född 19 juni 1977, är en svensk bandyspelare (forward) från Skutskär. Han är son till Sture Strand. Under sin spelarkarriär har han bland annat spelat i Skutskärs IF Bandyklubb.